# Бутч Оттер
Клемент Лерой «Бутч» Оттер (англ. Clement Leroy «Butch» Otter; нар. 3 травня 1942, Колдуелл, Айдахо) — американський політик, член Республіканської партії. З 1 січня 2007 року по 6 січня 2019 року був губернатором штату Айдахо.

## Біографія
Родом з бідної сім'ї, його батько був електриком. Першим у своїй родині здобув ступінь бакалавра в галузі політології у Коледжі штату Айдахо. Служив у Національній гвардії, а потім влаштувався на роботу в компанію Simplot, що працює в харчовій промисловості. Був у компанії впродовж 30 років, рухаючись вгору кар'єрними щаблями.
У 1972 році він почав свою політичну кар'єру, отримавши місце в Палаті представників штату Айдахо. У 1978 році вперше він балотувався на посаду губернатора штату, але не зміг перемогти в праймеріз. У 1986 році він був обраний віце-губернатором. Він займав цю посаду безперервно протягом 14 років, до 2001 року, що є рекордом в історії Айдахо. У 2001 отримав мандат у федеральній Палати представників. У 2006 році став кандидатом від Республіканської партії на виборах губернатора і виграв їх.

## Переконання
Підтримує використання смертної кари. Оттер є противником легалізації абортів і голосував за заборону їх федерального фінансування. Підтримує традиційне визначення шлюбу як союзу між одним чоловіком і однією жінкою. Виступає проти обмежень на продаж зброї.

## Особисте життя
Оттер належить до Римсько-католицької церкви. Вдруге одружений, має четверо дітей.